# Eloy Velasco Núñez
Eloy Velasco Núñez (Bilbao, 2 de gener de 1963) és un magistrat i jutge espanyol. Dirigeix el Jutjat Central d'Instrucció número 6 de l'Audiència Nacional espanyola i fou Director General de Justícia dels governs de la Generalitat Valenciana, sota la presidència d'Eduardo Zaplana i Francisco Camps, entre 1995 i 2003.

## Biografia
Nascut a la ciutat basca de Bilbao el 2 de gener de 1963, es llicencià en Dret per la Universitat de Deusto l'any 1986. Des de 2010 és, també, doctor en Dret per la Universitat de la Corunya amb una tesi titulada “Delinqüència a través d'Internet i noves tecnologies: aspectes processals”, premi Extraordinari de Doctorat. Està casat i té dos fills.

## Trajectòria
Va començar la seva carrera com a Jutge substitut de districte a Portugalete (Biscaia) al novembre de 1987 fins al febrer del 1988. Seguidament aprovà l'oposició a jutge. Va passar pels jutjats de Sagunt i Torrent (on exercí de jutge degà), i en 1990 fou ascendit a Magistrat. Aquell any obtingué plaça en el Jutjat d'Instrucció número 3 de València, en el qual romanà fins al 1995. Ha estat també professor Associat de Dret Processal Penal de la Universitat de València entre 1990 i 1995.

## Generalitat Valenciana
Va deixar la carrera judicial per ser nomenat Director General de Justícia de la Generalitat Valenciana pel Partit Popular d'Eduardo Zaplana, entre 1995 i 2003. Després de més de vuit anys en el lloc, Velasco fou destituït pel nou titular de Justícia, Víctor Campos, per les seves desavinences polítiques amb el secretari del Departament, Fernando de Rosa, del mateix partit. Retorna a la carrera judicial en el Jutjat d'Instrucció 3 de València al novembre de 2003. A l'any següent ingresa per concurs en el Jutjat d'Instrucció 24 de Madrid.

## Magistrat de l'Audiència Nacional
Des de 2008 està al capdavant del Jutjat Central 6 de l'Audiència Nacional i per les seves mans han passat alguns dels casos més sonats d'aquells anys. Va enviar a presó a l'expresident de la patronal, Gerardo Díaz Ferrán, i al seu soci, Ángel de Cap, en l'anomenada Operació Creuer. També instrueix l'Operació Púnica, la trama de corrupció de la Comunitat de Madrid amb l'exconseller, Francisco Granados, entre reixes.

### Cas Otegi
El Jutjat Central d'Instrucció número 6 ha instruït la causa contra Arnaldo Otegi per enaltiment del terrorisme, després de la seva participació en el míting que va celebrar Herri Batasuna en Anoeta el novembre de 2004.

## Polèmiques
El juliol de 2014, en uns cursos d'estiu de la Universitat Complutense, va afirmar que el ministre de Justícia, Ruiz-Gallardón, «mareaba la perdiz» per a deixar la reforma de l'avortament «en agua de borrajas» (en falses esperances que acaben en res).
El diari Vozpopuli.com va publicar, l'abril de 2015 que, advocats dels imputats en la trama Púnica, estudiaven accions legals contra el magistrat Eloy Velasco per entendre que pogués estar revelant secrets de sumari, mentre alguns dels presumptes implicats romanien a presó.
La seva expressió “intimidació ambiental” empleada en un auto d'imputació contra 20 joves, en relació amb els fets donats en el Parlament de Catalunya el 15 de juny de 2011, va provocar també certa polèmica. En aquest acte animava a la fiscal a demanar una pena de 3 i 5 anys de presó per als encausats.

## Publicacions
- Execució de sentències penals, Editorial: Constitución y Leyes, Cólex, 1994.